# Хозам, Адель
Адель Хозам (араб. عادل خزام‎) — эмиратский поэт и писатель, переводчик, еженедельный обозреватель газеты «Аль-Иттихад». Он работает в прессе ОАЭ с 1980-х годов. По словам иорданского поэта и журналиста Юсефа Абу Луза, «один из самых выдающихся поэтов Эмиратов и арабского мира».

## Биография
Родился в 1963 году. В 1986 году получил степень бакалавра делового администрирования в Университете ОАЭ.
Хозам опубликовал 15 книг в виде поэтических сборников и 2-х романов, его стихи переведены на несколько языков. Его роман под названием «Жизнь через третий глаз», был переведён на английский язык и был хорошо принят в Соединённых Штатах. Она получила «Золотую печать» за избранные книги по литературе и была номинирована на премию Эрика Хоффера за независимую публикацию в Америке.
Хозам сочинил несколько мелодий и песен для театра и телевидения в ОАЭ. Хозам опубликовал 15 книг в виде поэтических сборников и 2-х романов и несколько раз получал награду за лучшую музыку и песни на Шариатском фестивале детского театра. Он работает на телеканалах Дубая в Dubai Media Incorporated и ведёт литературные колонки в дубайском журнале «Аль-Сада» и    в лондонской газете на арабском языке Al-Sharq Al-Awsat под названием  Rafif Al-Shall  с Саадом Аль-Досари из Саудовской Аравии и Кассимом Хаддадом из Бахрейна. 
Хозам является членом многих комитетов СМИ в ОАЭ, также он был членом жюри МКФ в Дубае 2016 года, конкурса UAE Films Competition 2005 и был главным редактором ежедневного бюллетеня Дубайского международного кинофестиваля 2007.
В августе 2022 года Адель Хозам за составление антологии «Мировое поэтическое древо» был отмечен наградой «Лучший международный поэт» по результатам голосования Комитета Международного центра переводов и поэтических исследований в Китае. Одновременно с тем стихи Хозама также были опубликованы в «Международном бюллетене международного поэтического перевода» под редакцией поэта  Чжана Чжи.